# Rapala ranta
Rapala ranta är en fjärilsart som beskrevs av Swinhoe 1897. Rapala ranta ingår i släktet Rapala och familjen juvelvingar. Inga underarter finns listade.